# 场记板

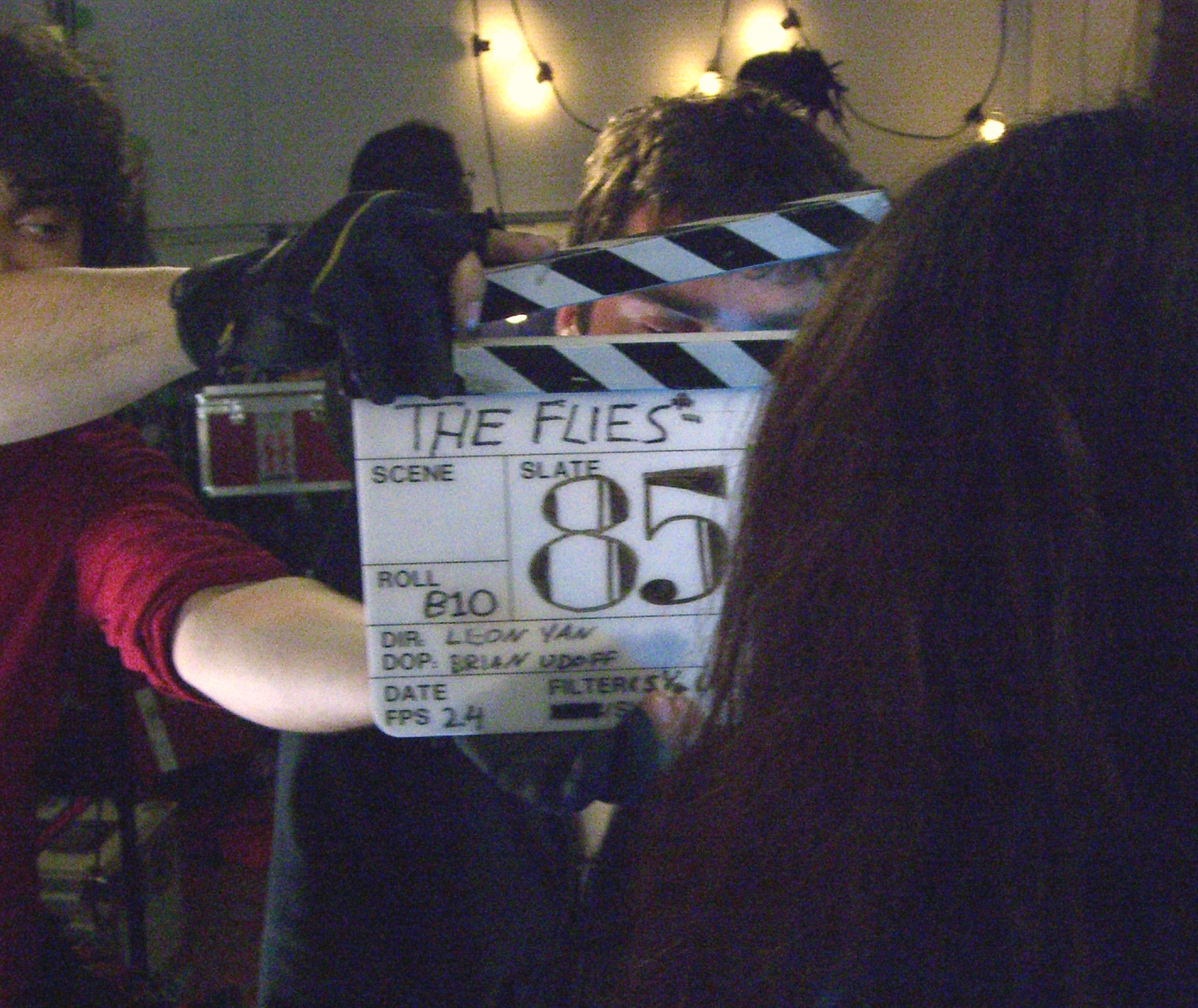
一个使用中的有机玻璃场记板

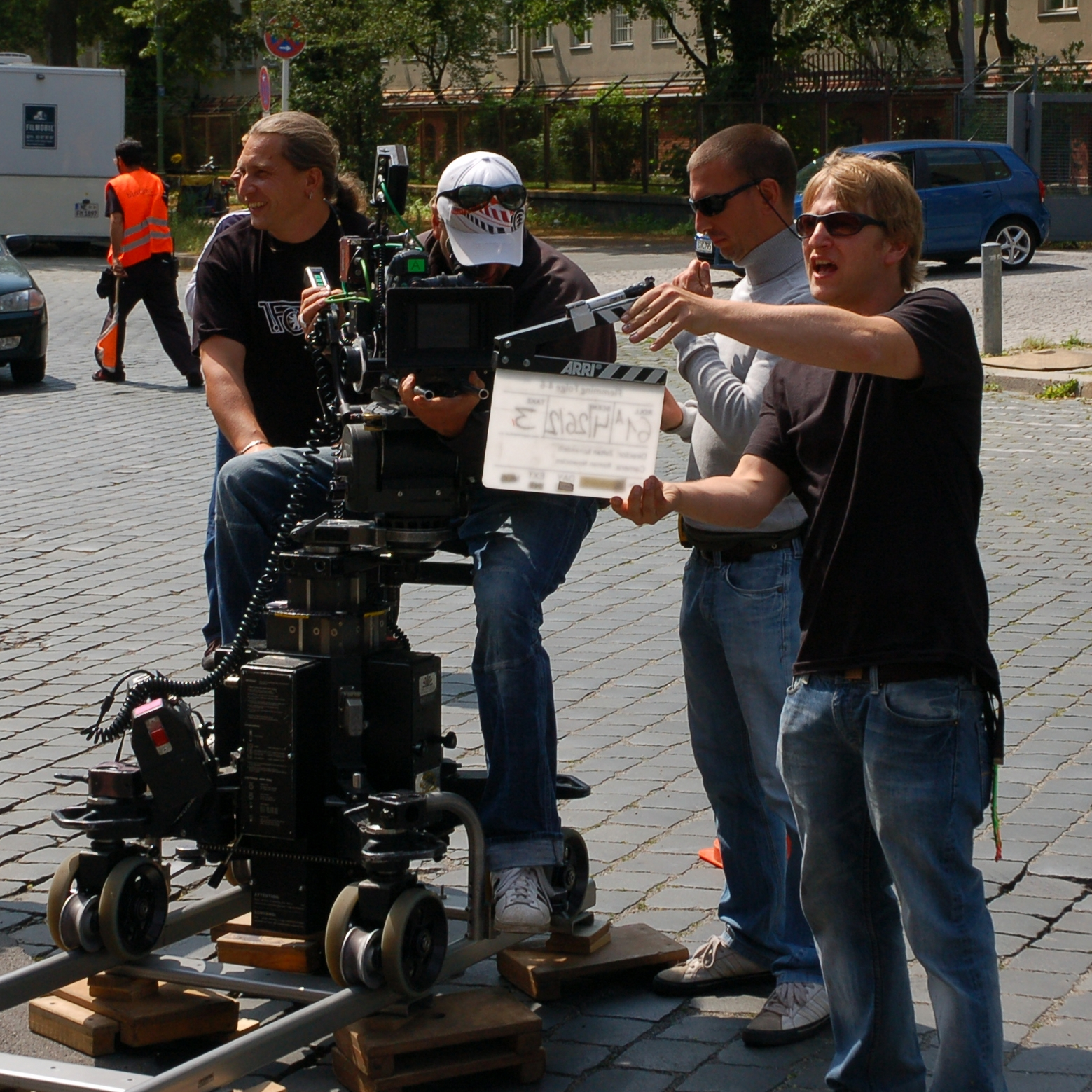
一个使用中的场记板

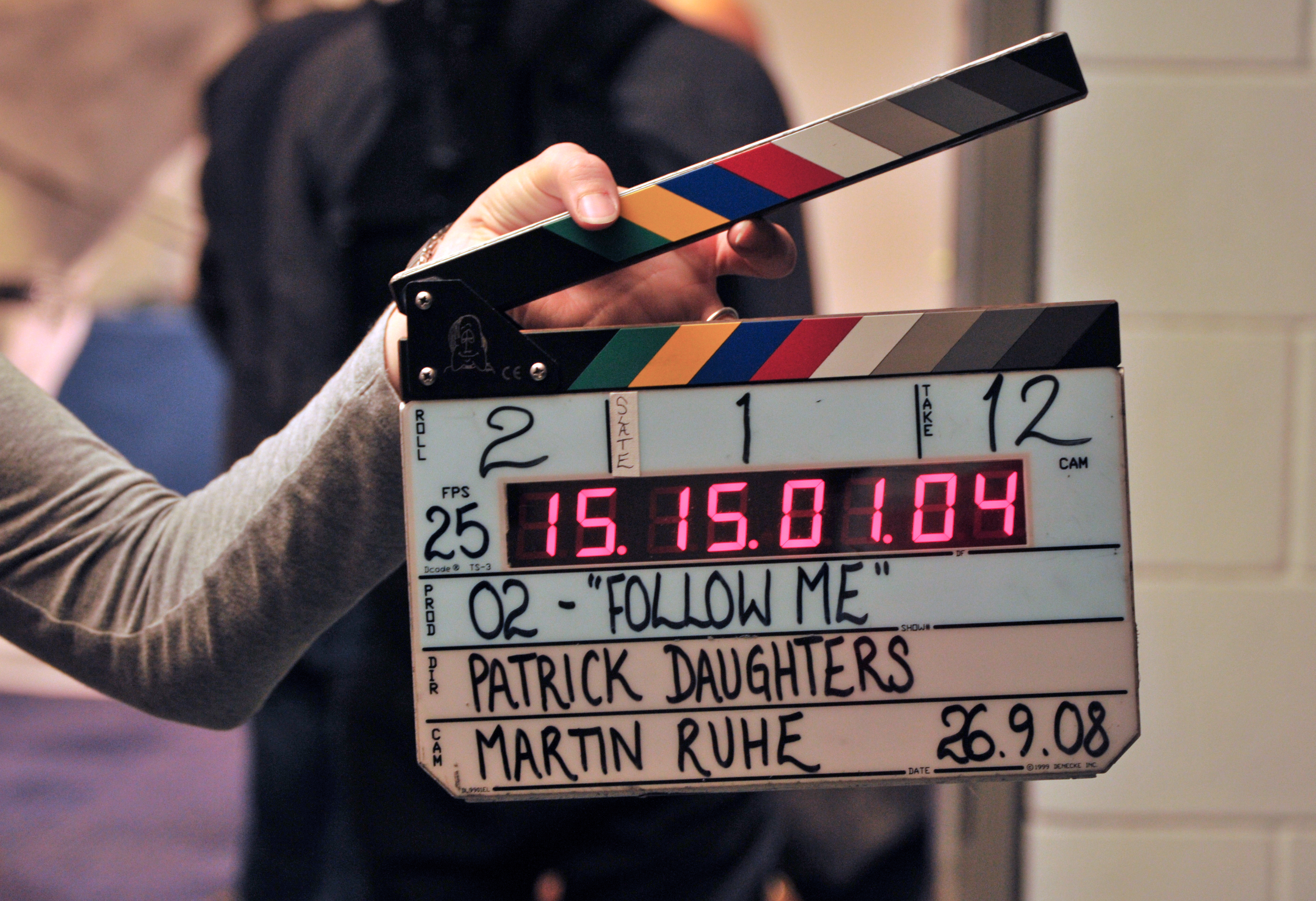
一个带有 LED 数字和彩色条纹的场记板

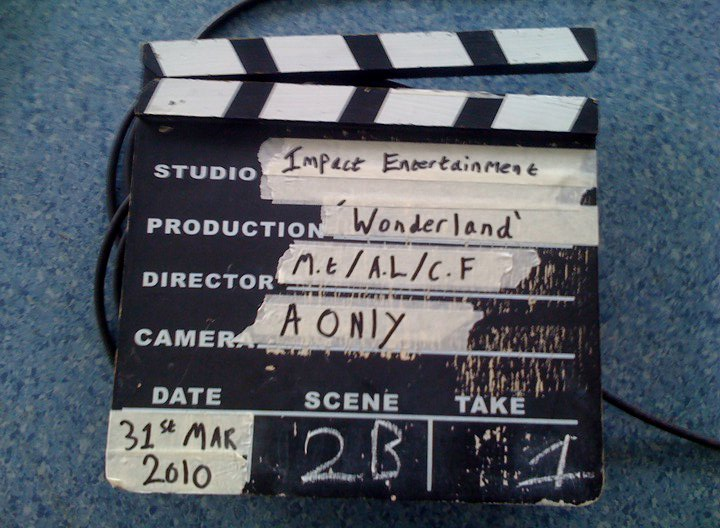
一个传统的木质的场记板

场记板（英語：Clapperboard）是电影拍摄和视频制作中的一种道具，也叫做场记牌。
场记板通常由两部分组成：上半部分称为打板或拍板，可以拍打发出声音；下半部分是写着各种信息的板。常见的材质有木板、塑料、电子显示器等。
在影视后期剪辑中，音轨和视频轨是分开的，场记板拍打的声音和图象都易于识别，便于多个轨道的精确同步。
场记板上记录的卷号、镜号和次数，便于后期剪辑人员根据场记记录，更快找到对应的素材。

## 参考资料

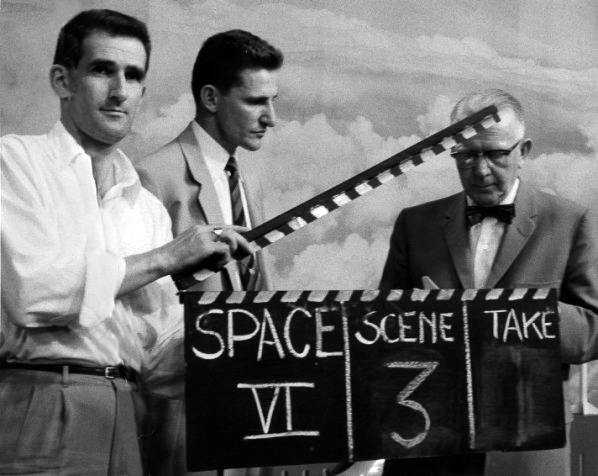
场记板

### 场记板的内容
- Production（片名）
- Scene（场号）
- Shot（镜号）
- Take（次数）
- Director（导演）
- Cameraman（摄影师）
- Date（日期）